# الربيع الصامت (كتاب)
الربيع الصامت (بالإنجليزية:  Silent Spring)‏ كتاب يُعتبر أثر كلاسيكي في مجاله، يعتبره أرباب الاختصاص من الكتب التي غيرت مجرى التاريخ. تنتمي مؤلفة هذا الكتاب راشيل كارسون إلى نفر من العلماء الواقعيين والمدربين أحسن تدريب في حقل اختصاصهم. وفضلاً عن ذلك، فهي تمتلك بصيرة الشاعر وحسّه المرهف.
في هذا الكتاب استجابت كارسون لنداء الطبيعة بمسحة عاطفية، فكان له أصداؤه في حمل الحكومات على إحداث تغيرات جذرية في سياستها تجاه البيئة. لقد لعبت كارسون دوراً هاماً وحاسماً من خلال كتابها هذا في إطلاق حركة حماية البيئة والحفاظ عليها من التلوث والاندثار. لم يقتصر الأمر على حركات أنصار البيئة فحسب، بل تعدى ذلك كله إلى قيام علم البيئة Ecology أو التبيؤ، حتى صار موضوع البيئة وحمايتها ودراستها والاهتمام بها يؤلف جزءاً من الذخيرة اللغوية لدى كل فرد من الناس.
```
(كم أخاف أن يأتي الربيع القادم صامتاً بلا طيور تغرد في الغابة، وتعج الصحراء بالجراد ويتشوه منظر النجوم والقمر) راشيل كارسون
```

هل سيكون هناك ربيع صامت جديد مثل ربيع عالمة الأحياء راشيل كارسون وهو الربيع الأسود الذي حذرت منه في كتابها؟
«الربيع الصامت» كتاب مشهور للعالمة راشيل كارسون من خلاله رجّحت الكاتبة ان الغابات سوف تدمر وتقتل طيورها وتقتلع أشجارها وستزيد حموضة المياه إلى مائة ضعف قبل العصر الصناعي. واجهت راشيل أشد التحديات والتشنيع لتوقعاتها البيئية، ولثورتها على المبيدات الكيماوية وتوفيت بعد عامين فقط من صدور كتابها وهي بعد في السابعة والخمسين.
كتبت راشيل كارسن كتابها الشهير «الربيع الصامت»، وهو أول صافرة إنذار صارخة تقول ما معناه أيها الإنسان المهبول استيقظ من سباتك لأن الأرض في خطر ويوم الحشرآت، لأننا سنشهد سنين بلا ربيع لا تصدح فيها البلابل والعصافير ولا نسمع تغاريدها العذبة لأنها مقضي عليها بالموت.
كتاب «الربيع الصامت» نشر في عام 1962 ولم يوقظ الإنسان من سباته إلا في وقت متأخر، ومع ذلك فانه مايزال يعاني النعاس والخمول في حل مشكلة الأرض المريضة بمرض الرعاش والجنون، ولا من دواء ولا من علاج للارض، حتى تحدث المعجزة في وقت انتهت فيه المعجزات الإلهية وحلت فيه المعجزات التكنولوجية، وما لدينا الآن من تكنولوجيات يقوم على تكنولوجيات الهدم كالقنابل النووية، طائرات لاترى بالعين صواريخ عابرات القارات أو دائرات في الفضاء واصلات القمر والنجوم مسابقات الضوء والصوت، غواصات دقيقات رائدات انابيب الدم في الإنسان كاشفات عما في الجسم من دقائق لاتقوى عيون الإنسان على التوصل لها، كل هذه تقنيات ستقلب الأرض رأسا على عقب.
```
(الربيع الصامت) ليس قصة للاستئناس في قرائتها والإنسان مستلق على الأريكة الوثيرة، وليست من كتب الخيال والقصص العلمية، إنه كتاب ثقة منذر ومنبه استقبلته حركات انصار البيئة في كل مكان في العالم بفرح. لكن في زمن كان العالم فيه نائما حيث لم تكن هناك في القواميس مفردات كالتلوث أو البيئة بمدلولاتها الحالية، كانت البيئة غير منظورة للناس، حتى جاء الطوفان الذي نشاهد بداياته الآن، البحار تنقلب في ربع دائرة الأرض، العواصف تتكاثر وتزداد عنفا، الأمطار تتساقط في مكان وتشح في امكنة أخرى كل هذه علامات نهاية العالم.
```

راشيل كارسن التي كتبت «الربيع الصامت» كانت كاتبة واسعة المعرفة في التاريخ الطبيعي في مملكة الحيوان والنبات، وكانت في ذات الوقت ناقدة اجتماعية، وقد تولت نشر كتابها منشورات «نادي كتاب الشهر» وقد زكاه وليم دكلس من محكمة العدل العليا واستمرت جريدة النيويورك تايمس لعدة أسابيع تنشر عنه على أنه من أكثر الكتب مبيعا مما أثار اهتمام العالم لأول مرة في قضايا استخدام المبيدات الحشرية ومسألة التلوث والانتباه إلى البيئة. كتاب «الربيع الصامت» كان له الأثر في منع استخدام الـ (دي دي تي) في الولايات المتحدة الأمريكية. وقد أكد الكتاب على التأثير السيء خاصة على بيئة الطيور إذ تجعل قشرة البيوض عندهم رقيقة مما يسبب لها مشاكلا في التكاثر، وفي (الربيع الصامت) شنت راشيل كارسن حملة اتهام الصناعة الكيمياوية بنشرها معلومات ضالة للجمهور والدوائر الحكومية التي تستسلم للاعلائات التي تنشرها الشركات الخاصة بالمبيدات. «الربيع الصامت» كان أكبر منبه للعالم النائم واعتبر الخامس بين قائمة أحسن الكتب اللاقصصية المائة التي صدرت في القرن العشرين. واعتبرته مجلة ديسكوفري في المقام الخامس والعشرين من بين أحسن الكتب لكل الدهور.
علق أستاذ التاريخ «غاري كرول» قائلا (راشيل كارسن في كتابها الربيع الصامت لعبت دورا كبيرا في مسألة البيئة لأنها عرضة للدمار في محاولات تكنولوجية ُمَهندسة لتدمير البيئة) وقالت مجلة تايم في عام 1999 بعد سنة من صدور الكتاب (ورغم الحملة القذرة التي شنت على راشيل كارسن أصبح العالم أكثر تأييدا لها، وكانوا يريدون منع العلماء الشجعان من جعل القضية مسألة علاقات جماهيرية، لكن مع هذا أصبح الناسا أكثر اهتماما ومشاركة). كان نجاح راشيل كارسن في أنها كشفت بوضوح بأنها لاتود منع المبيدات الحشرية أو سحبها كليا بل استخدامها بعناية ومسؤولية والتنبه إلى خطورة استخدام المبيدات على البيئة الحياتية بكاملها.
صدر كتاب «الربيع الصامت» في عام 1962 ولقي معارضة شديدة وقالت «مجلة تايم» في عام 1999 أنه إثر صدور «الربيع الصامت» لقي الكثير من المعارضة القذرة، إذ تلقت راشيل كارسن الكثير من التهديدات بالاغتيال ووصفتها الجبهة المعارضة بـ (المرأة المستهترة) غير المؤهلة لكتابة مثل هذا الكتاب. أما الهجوم الأكبر على راشيل كارسن فقد كان من الشركات الكيماوية العملاقة في أميركا كـ مونساتو وفلسيكول والسياناميد وهي الشركات العملاقة المسيطرة على إنتاج المبيدات الكيمياوية وكانت تساندهم وزارة الزراعة الأمريكية والصحافة التي كانت تتلقى الإعلانات، وهي الدخل الكبير للصحف. وفي الستينات علق «روبرت ستيف» الكيمياوي الحياتي والناطق باسم الصناعات الكيمياوية قائلا (إذا ما اتبع الإنسان خطى راشيل كارسن فإنه سيعود إلى العصور المظلمة فتعود الحشرات والأمراض لترث الأرض).
بقيت الهجمات قائمة على كتاب «الربيع الصامت» من قبل الصناعات والمؤسسات الزراعية، وفي عام 2005 قام سياسي بريطاني بهجمة واسعة قائلا ان كارسن تنذرنا بخطر دون أن تعى الحقائق. كل هذا الذي حدث نحو كارسون ولم يعوا بأن المقاومة التي أحدثتها الحشرات بسبب استمرار استخدام المبيدات في محاولة ابادتها، قد أفشلت الكثير من البرامج الصحية. وفي عام 2002 وفي وقت متأخر نشرت (مجلة ريزن) بحثا للاقتصادي (رونالد بيلي) محتفلا بمرور 40 عاما على صدور كتاب (الربيع الصامت) لحث المؤسسات الصناعية للأخذ به معتبرا الكتاب مزيجا من الإرث.
كتاب «الربيع الصامت» يشير إلى المشاكل التي يحدثها الـ (دي دي تي) على الحياة البرية وأثر الكيمياويات المركبة على صحة الإنسان، المشكلة التي لم يعها العالم الا بعد أربعة عقود من الزمن دون أن يتصوروا المخاطر الآتية. في حين ان الكتاب تكهن مشيرا ان ضعوا حدا لاستخدام المبيدات لانه سيؤدي إلى فناء الحيوانات وخاصة الطيور وأكثر من ذلك الإنسان.
كتاب «الربيع الصامت» حث الشاعر جون كيتس إلى القول في قصيدة (الجرس يحث على الرحمة)، (الأرض تدهورت في البحيرة وليس هناك من أغاريد الطيور). في مقال لمجلة تايم الأمريكية الشهيرة وفي عدد خاص قبيل حلول القرن الحادي والعشرين، القرن الذي وصفته قبل مجيئه بـ (قرن القصص العلمية الخيالية) وصفت راشيل كارسن بأنها امرأة جريئة وكتاب (الربيع الصامت) جريئ وأضافت تقول عنها، كانت فتاة خجولة بشعر جعد، بدأت الكتابة منذ عهدها بالمراهقة ثم نظمت الشعر في مجلة المدرسة وفي الثانوية وفي وقت مبكرة من شبابها بدأت (تتحسس العجب) في موضوع علوم الحياة. في عام 1929 حصلت على الماجستير في علم الحيوان إلا أن ظروفها العائلية منعتها من الحصول على الدكترة. ثم بدأت تدريس علم الحيوان في جامعة ماريلاند ولكنها استمرت صيفا في الدراسة في مختبر لعلوم الحياة البحرية وكانت آنذاك في ربيع العشرين من حياتها ولقد أثارها العجب عما في البحار من غموض حياتي، وفي عهد الراديو بدأت راشيل كارسن في عام 1935 الكتابة للراديو الخاص بالمكتب القديم للأسماك، وبعدها أصبحت تعمل طيلة يومها في مواضيع الأحياء المائية على رغم ضآلة الراتب الذي كانت تتلقاه. وعلى الرغم من كونها لم تنشر قصائدها الشعرية، إلا أن شعرها يعتبر كنزا آخرا من مخلفاتها. ومما نشر لها من كتب تحت ريح البحر وهو كتاب لم يثر الاهتمام في حينه ولكن في عام 1946 رقيت راشيل إلى رئيسة تحرير (منشورات).
وبعد عصر الـ (دي دي تي) حلت مبيدات أخرى أكثر سمية وفعلا وهي (الدايالدرين والباراثون والمالاثيون) وبيعت في الأسواق التجارية بحرية مطلقة فعلقت راشيل كارسن تقول (كلما تعلمت ما يخص هذه المبيدات، كلما ازددت رعبا، وأجد في الوقت مجالا لكتاب عما اكتشفته، إنني كامرأة تعمل في الطبيعة مهددة بالخطر ولا أستطيع إلا القول بأنني سافعل شيئا مهما). ومع ذلك فلم تهتم الصحف بما نطقت به راشيل كارسون وفي 1957 حدث أن أبيدت حيوانات اثر استخدام هذه السموم ومنها مادة (الأمينوتريازول) الخاصة في رش ثمرة الكرامبيري فبدأت صيحات أخرى، فمنعت دائرة الوراعة الأمريكية من رش هذه الثمرة بالمادة. بعد أن قلت أغاريد الطيور في الغابات والمسطحات المائية.
راشيل كارسون في كتابها «الربيع الصامت» الذي نشرته في عام 1962 في بدايته لم يثر صدى كبيرا إلا بين مجتمعات ضيقة، لكنه لقي حملات مسعورة من المؤسسات التي تنتج المبيدات الحشرية وهي شركات تمتلك البلايين من الدولارات وكانت الدوائر الزراعية الحكومية آنذاك في حيرة من أمرها لأن الكتاب لم يكن إلا رأي امراة متخصصة محتملا الخطأ والصواب، فكانت في صف تلك الشركات، حتى الصحف الأمريكية والمجلات وقفت مع الصف المعادي ومن جملتها مجلة (تايم) الأسبوعية الشهيرة التي يقرأها الملايين من الأمريكيين والعالم، كان الموقف رافضا للكتاب، وكانت المؤسسات المنتجة للمبيدات ترى راشيل كارسون في كتابها (الربيع الصامت) قنبلة مهددة لأرباحهم الهائلة فجن جنونا فلم تكتف بالتحريض ضد الكتاب مجندة الكثير من الاختصاصيين لتسفيه الكتاب، ولم تكتف بهذا بل راحت تكيل لها السب والكلمات المهينه حتى أنها تعرضت للاغتيال ولكن رغم ذلك فان كتاب (الربيع الصامت) بقي صامدا في وجوههم ومن ناحية أخرى خلق وعيا عارما وثورة في النظر إلى البيئة لم يرها العالم من قبل، ولا يزال سعيرها قائما ولو في وقت متأخر.
إن عام 2007 هو العام المائوي لولادة راشيل كارسون وإذ فشلت في الفترة الأولى في دفع آرائها وتوصياتها ونالت الاهانات منها إلا أن كتابها (الربيع الصامت) بقي الكتاب الصارخ في وجه الإنسان النائم على مافعله من خطايا تجاه نفسه وأمه الأرض.
كانت اليقظة الأولى للحكومات عندما عقدوا مؤتمر كيوتو الذي لم يعمل الا قليلا، إلا أن الأمر تطور الآن فان كافة الحكومات تيقظت وهي ترى أنهارا تجف وبحارا تتفجر وثلاجات في القطب تذوب والضباب والدخان يعمي العيون والمياه والهواء يتسمم. انها صحوة إلا أنها كما يقولون (كل ما حدث الآن قليل جدا ومتأخر جدا) لان بيئة الأرض قد اصابتها السرطانات وهي الآن تموت موتا بطيئا.
أتذكر سنوات الخمسينات يوم كانت المبيدات الحشرية في أعلى مجدها باعتبارها من أسلم المواد المستخدمة للتخلص من بلاء الحشرات وللحفاظ على الغذاء. في العراق وقبل عهد الـ (دي دي تي) كنا نتخلص من الذباب والبعوض الناقل للملاريا في البصرة باستخدام (الامشي) وهي مادة كانت تنتجها شركة النفط الإنكليزية في العراق ((BP وكنا نرش (الامشي) بمضخات يدوية في الغرف والمطابخ، ثم حل الـ (دي دي تي) في الخمسينات فأحدث فرحة ما بعدها فرحة فاستخدم في الزراعة على نطاق واسع وكان الناس يرونه المادة المسالمة والسليمة. بدأت في استخدامه في حديقة بيتي في بغداد لأكثر من عشرين عاما، وكان ذلك من أسوأ السيئات التي قمنا بها، وكنا نستخدم الـ (دي دي تي) في المطابخ نلاحق به الذباب، والقدور على الطباخ تغلي مكشوفة الغطاء فأخذت مادة الـ (دي دي تي) تجتاح أجسامنا فمات منها من مات ببلاهة ولا تزال تسبب لنا العلل.
في النصف الثاني من القرن العشرين أصيب الإنسان بداء الزهو من خلال الإنجازات التكنولوجية التي حصل عليها، الكومبيوترات، التلفونات القافزة، التلفزيونات غدت رقيقة بالتعريف العالي، أجهزة من المسارقات التي تقطع الجسم إلى شرائح التي تسهل قرائة الأمراض، رحلات إلى الفضاء واشياء أخرى لاتعد ولاتحصى، بيد أن الزهو كشف عن أن الماء الذي نشربه ملوث بالمعادن والاسبستات والمكروبات والهواء الذي نستنشقه ملوث بالعوالق المنبعثة من المداخن ومخارج السيارات، القنابل العنقودية، النفايات النووية، نفايات الصناعة التي رميت في البحار والمحيطات. أما الغذاء الذي نأكلة نحن أبناء هذا العصر الحديث المتقدم فهو غذاء محمل بالكيمياويات المسرطنة. الإنسان في عصر فوق الحداثة أصبح يتنفس هواء ملوثا ويشرب ماء ملوثا وطعاما ملوثا فهل من سفينة نوح تنقذنا من هذا الطوفان.

## ترجمة الكتاب
ترجم الكتاب للعديد من اللغات، حيت ترجمم العالم الراحل أحمد مستجير للغة العربية عام 1974م.

## روابط خارجية
- الربيع الصامت على موقع الموسوعة البريطانية (الإنجليزية)